# Aignes
Aignes é uma comuna francesa na região administrativa de Occitânia, no departamento de Alta Garona. Estende-se por uma área de 21,81 km². Em 2010 a comuna tinha 249 habitantes (densidade: 11,4 hab./km²).